# Josef Krejčí (politik ODS)
Josef Krejčí (* 7. března 1947) je bývalý český politik, v letech 1998 až 2002 poslanec Poslanecké sněmovny PČR, v letech 1994 až 1998 starosta města Vrchlabí, bývalý člen ODS.

## Biografie
Byl zakládajícím členem ODS ve Vrchlabí. 25. června 1991 se účastnil ustavující schůze místního sdružení strany v tomto městě a stal se jeho předsedou. V komunálních volbách roku 1994 byl zvolen do zastupitelstva města Vrchlabí za ODS. Mandát neobhájil v komunálních volbách roku 1998. Opětovně sem byl zvolen v komunálních volbách roku 2002. Profesně se k roku 1998 uvádí jako starosta města, k roku 2002 coby dřevařský inženýr.
Ve volbách v roce 1998 byl zvolen do poslanecké sněmovny za ODS (volební obvod Praha). Byl členem sněmovního výboru pro evropskou integraci. V parlamentu setrval do voleb v roce 2002. Ve volbách roku 2002 se rozhodl již nekandidovat.